# Pico Cilindro
El pico Cilindro, también llamado Cilindro de Marboré, es un pico de 3328 m de altitud del macizo de Monte Perdido, dentro de la cordillera del Pirineo y que se sitúa íntegramente en España (Valle de Ordesa), pero muy cerca de la frontera con Francia (Circo de Gavarnie) con la que limita el Pico Marboré, estando incluido en el español parque nacional de Ordesa y Monte Perdido y cercano al parque nacional de los Pirineos.

## Orografía
Dentro del macizo de Monte Perdido, las tres cumbres mayores se conocen como las Tres Sorores o Treserols, de las que el Pico Cilindro (3328 m) es la más noroccidental y siguen el propio Monte Perdido (3355 m) y el pico Soum de Ramond (3263 m).

## Etimología
Su nombre se debe a la impresionante cara Norte, una pared vertical redondeada con una forma que recuerda a un cilindro geométrico y su sobrenombre se debe a que la misma cara Norte domina el circo glaciar de Marboré, donde se halla el Ibón de Marboré.

## Rutas
La aproximación en vehículo se suele hacer por la parte española hasta la pradera del Valle de Ordesa, para continuar a pie hasta el Refugio de Góriz (2190 m), punto crucial para la exploración de toda la zona, y ascender por la misma ruta del Monte Perdido hasta el Lago Helado, para desviarse después a la izquierda hacia la cima del Pico Cilindro.

## Flora del Macizo del Monte Perdido
El hecho de ser el macizo calcáreo más alto de Europa hace que tenga también una flora muy singular. De las cerca de 3500 especies de plantas vasculares que podemos encontrar en el Pirineo, apenas 150 son capaces de superar los 3000 m de altitud, y de ellas 95 han sido localizadas en los 34 "tresmiles" del Macizo de Monte Perdido y cercanías. Sólo las tres puntas de los Gabietos reúnen a medio centenar de ellas. 
Sin embargo, debemos destacar que no todas las cimas tienen las mismas plantas, y sólo un puñado se repiten, como Saxifraga pubescens, Saxifraga oppositifolia, Androsace ciliata, Linaria alpina subsp. alpina, Minuartia cerastiifolia o Pritzelago alpina subsp. alpina, por citar sólo las más comunes.